# 龍骨砂蛤
龍骨砂蛤（学名：Poromya carinata）为砂蛤科砂蛤屬下的一个种。

## 扩展阅读
- 維基物種上的相關：龍骨砂蛤